# SEASON3. HIDEOUT:BE OUR VOICE
『SEASON3. HIDEOUT：BE OUR VOICE』（シーズンスリー ハイドアウト ビー　アワー ボイス）は、CRAVITYの3枚目となるミニ・アルバム。2021年1月19日にSTARSHIPエンターテインメントからリリースされ、Kakao Mにて販売された。

## 概要
2021年1月19日、タイトル曲「My Turn」のミュージック・ビデオを公開。同曲は、「止まることのない疾走」を歌ったものであり、ミュージック・ビデオにはスピードを象徴するスポーツ・バスケットボールとレーシングを通じ、躍動的な動きと爆発するようなエネルギーで圧倒的な映像を誇り、勝利に向かう念願と疾走が表現されている
3月11日、収録曲「BadHabits」のパフォーマンス・ビデオを公開。

## チャート成績
ガオンアルバム週間チャート3位を獲得した。

## 収録曲
1. My Turn［3:33］
  - 作詞：Exy
  - 作曲：Cameron Jai、Harold Philippon、Keelah Jacobsen、Ryan S. Jhun
  - 編曲：Alawn
2. Call My Name［3:48］
  - 作詞：Moon Kim (153/Joombas)、Chai Lin (153/Joombas)、Serim、Allen
  - 作曲：Moon Kim (153/Joombas)、Jung Yoon (153/Joombas)
  - 編曲：Jung Yoon (153/Joombas)
3. Mammoth［3:05］
  - 作詞：danke (lalala studio)、Serim、Allen
  - 作曲：Daniel Kim、Scott Stoddart、Ryan S. Jhun
  - 編曲：Scott Stoddart、Ryan S. Jhun
4. Bad Habits［3:35］
  - 作詞：Exy
  - 作曲：Dennis DeKo Kordnejad、Hanif Hitmanic Sabzevari（スウェーデン語版）、Johan Ahlmark、Ryan S. Jhun
  - 編曲：DeKo|Hitmanic、Ryan S. Jhun
5. Moonlight［3:14］
  - 作詞：JQ、Mola (makeumine works)、Bae Seong-hyun (makeumine works)、Serim、Allen
  - 作曲：STEREO14、1Hz、Peter St James、Albin Nordqvist
  - 編曲：STEREO14、1Hz
6. Dangerous［3:38］
  - 作詞：JQ、Kim Eung-ju (makeumine works)
  - 作曲：Goo Ji-eun、Niko Kyler、Tim Hawes、Joe Lawrence
  - 編曲：Joe Lawrence
7. Give Me Your Love［3:28］
  - 作詞：Jooyoung、Allen、Wonjin
  - 作曲：$UN、Jooyoung、Bae Min-soo
  - 編曲：$UN、Bae Min-soo

合計時間24:25